# Just Like a Woman (album av Barb Jungr)
Just Like a Woman är ett studioalbum av Barb Jungr, släppt i januari 2008. Det har under titeln  Hymn to Nina, och innehåller flera av Nina Simones låtar.

## Track listing
1. "Black Is the Colour/Break Down And Let It All Out"
2. "Just Like A Woman"
3. "Lilac Wine"
4. "The Times They Are a-Changin'"
5. "Angel of the Morning"
6. "Don't Let Me Be Misunderstood"
7. "Keeper of the Flame"
8. "To Love Somebody"
9. "One Morning In May/The Pusher"
10. "Ballad of Hollis Brown"
11. "Feeling Good"